# Kent (producent słodyczy)
Kent Gıda A.Ş – turecki producent słodyczy obecnie należąca do Mondelez International. Firma produkuje różnego rodzaju cukierki, gumy i czekolady.

## Historia
Firma powstała w 1927 roku założona przez rodzinę Tahincioğlu, zaczynając sprzedaż od tradycyjnych tureckich słodyczy i chałwy. Na początku lat 50. XX wieku rodzina Tahincioğlu przeniosła się do Stambułu, rozwijając asortyment w kolejnych latach. W 1960 roku Kent rozszerzył swoją ofertę o gumy do żucia, a na początku lat 80. również o czekolady. 21 lutego 2002 firma Kent podpisała umowę z Cadbury Schweppes. Obecnie Kent eksportuje słodycze do ponad 100 państw.
W Polsce firma była znana z gumy Turbo (w latach 90. i wznowiona na krótko w lipcu 2015), którą produkuje nieprzerwanie od ponad dwudziestu lat oraz Mino (dostępna w drugiej połowie lat 90.).